# Elisabeth Ursula von Braunschweig-Lüneburg

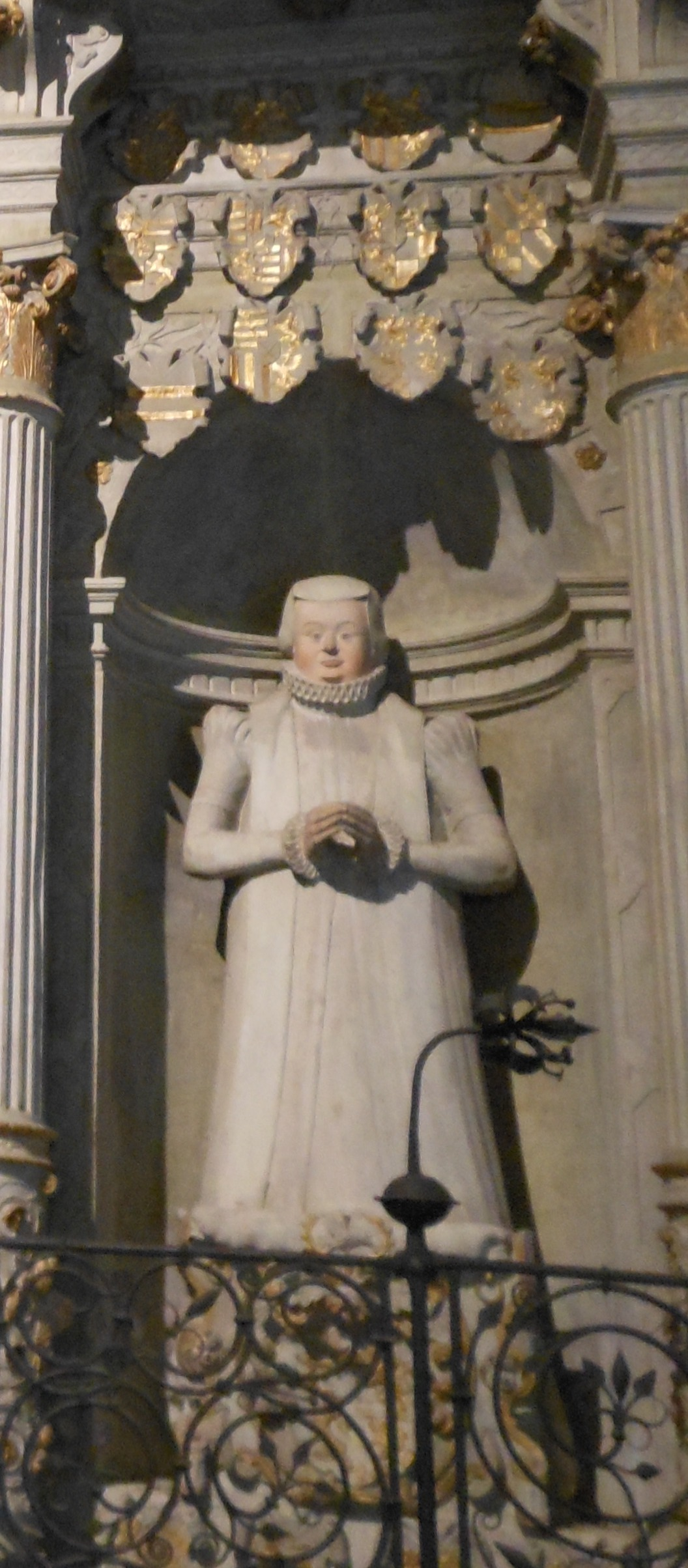
Elisabeth Ursula von Braunschweig-Lüneburg, Epitaphstatue in der St.-Martini-Kirche Stadthagen neben ihrem Mann Otto IV. und dessen erster Frau Marie; über ihr die Wappen ihrer Vorfahren

Elisabeth Ursula von Braunschweig-Lüneburg (* 1539; † 3. September 1586 in Detmold) war eine Tochter des Herzogs Ernst I. von Braunschweig-Lüneburg und dessen Frau Sophie von Mecklenburg-Schwerin. Als Ehefrau Ottos IV. wurde sie Gräfin von Schaumburg.

## Leben
Elisabeth Ursula, deren Vater Ernst der Bekenner in seinem Herzogtum die Reformation durchgeführt hatte, wurde im lutherischen Glauben erzogen. Am 5. Juni 1558 heiratete sie in Celle Otto IV. von Schaumburg, dessen erste Frau Maria von Pommern-Stettin 1554 gestorben war. Sie brachte drei Kinder zur Welt: Maria (1559–1616, verheiratet mit Jobst von Limburg-Styrum), Elisabeth (1566–1638, verheiratet mit Simon zur Lippe) und Ernst (1569–1622, ab 1601 regierender Graf von Schaumburg). 
Vor der Hochzeit musste sich Otto vertraglich zur Anstellung eines lutherischen Hofpredigers verpflichten. Schon bei seiner ersten Eheschließung hatte er diese Verpflichtung übernommen, sie jedoch aus Familienrücksichten – seine Brüder Adolf und Anton waren Fürsterzbischöfe von Köln – bisher nicht eingelöst. Mit dem Tod Antons am 18. Juni 1558 entfiel dieses Hindernis, und mit der Berufung Jakob Dammanns als Landessuperintendent nach Stadthagen und der Einführung der mecklenburgischen Kirchenordnung begann die geregelte Einrichtung einer lutherischen Landeskirche. Elisabeth Ursula unterstützte diesen Vorgang mit persönlichem Einsatz.
1576 starb Otto IV. und hinterließ die Grafschaft hochverschuldet. Gemeinsam mit den Landständen und unterstützt von ihrem Bruder Wilhelm von Braunschweig-Lüneburg sorgte Elisabeth dafür, Ottos Söhne aus erster Ehe, besonders den ältesten, Hermann, Bischof von Minden, von der Regierung fernzuhalten, bis Ernst volljährig wäre. Es wurde beschlossen, dass die Landstände bis 1586 regieren und in dieser Zeit die Schulden reduzieren sollten. Doch schon 1581, nach seiner Hochzeit mit Elisabeth von Braunschweig-Wolfenbüttel, übernahm Elisabeths Stiefsohn Adolf XI. die Regierung der Grafschaft.
In den Jahren ihrer Witwenschaft widmete sich Elisabeth Ursula mit besonderem Eifer der Planung des großen Grabmonuments für ihren Mann, für dessen erste Frau Maria und für sich selbst in der Stadthagener St.-Martini-Kirche. Mit der Anfertigung beauftragte sie den flämischen Bildhauer Arend Robin, der auch im Schloss Stadthagen tätig war. Maria ist darauf als junge Gräfin, sie selbst in Witwentracht mit Haube dargestellt. Das Monument war 1581 vollendet.
Elisabeth Ursula starb 1586, zehn Jahre nach ihrem Mann, in Detmold, wo sie ihrer Tochter bei deren erster Entbindung zur Seite stehen wollte. Sie wurde wie ihr Ehemann in der Gruft unter dem Chor der Martinikirche beigesetzt. 1601 wurde ihr Sohn Ernst Nachfolger seines Halbbruders Adolf. Er ließ ein prachtvolles neues Mausoleum östlich an die Martinikirche anbauen und seine Eltern Otto und Elisabeth Ursula – nicht jedoch Maria – in die darunterliegende neue Gruft umbetten. Im Mausoleum ließ er große Schrifttafeln mit Inschriften in klassischem Latein anbringen, die die Tugenden und Verdienste seiner Eltern rühmen.